# Chaetodipterus
A Chaetodipterus a sugarasúszójú halak (Actinopterygii) osztályának sügéralakúak (Perciformes) rendjébe, ezen belül a sertésfogúhal-félék (Ephippidae) családjába tartozó nem.

## Tudnivalók
A Chaetodipterus-fajok közül kettő az Atlanti-óceánban, míg egy a Csendes-óceán keleti felén fordul elő. Eme csontos halak legnagyobb hossza 31-91 centiméter között van. Tompa pofáik és nagy úszóik miatt, jó magas halaknak hatnak. Korralszirtek közelében és homokos medrekben keresik a gerinctelenekből álló táplálékukat.

## Rendszerezés
A nembe az alábbi 3 faj tartozik:
- atlanti sertésfogú hal (Chaetodipterus faber) (Broussonet, 1782) - típusfaj
- nyugat-afrikai sertésfogú hal (Chaetodipterus lippei) Steindachner, 1895
- csendes-óceáni sertésfogú hal (Chaetodipterus zonatus) (Girard, 1858)